# Ramal Dona Ana—Moatize
O Ramal Dona Ana—Moatize, igualmente conhecido como Troço Dona Ana—Moatize e Caminho de Ferro de Tete, é um troço ferroviário de bitola do Cabo, que liga a Estação Ferroviária de Dona Ana (em Nhamayabué), no Caminho de Ferro de Sena, à Estação de Cargas de Moatize, na periferia da cidade de Moatize, em Moçambique.
Possui 254 km de extensão, sendo operado, em sua totalidade, pela empresa estatal Portos e Caminhos de Ferro de Moçambique (CFM).

## Histórico
Na década de 1920 o Caminho de Ferro de Sena chegou até a localidade moçambicana de Nhamayabué, rumando em seguida para Vila Nova de Fronteira para conectar-se com os troços férreos já construídos no Maláui. Em 1935 a linha ferroviária entre o centro-sul do Maláui e Moçambique já estava em plena operação.

### Construção

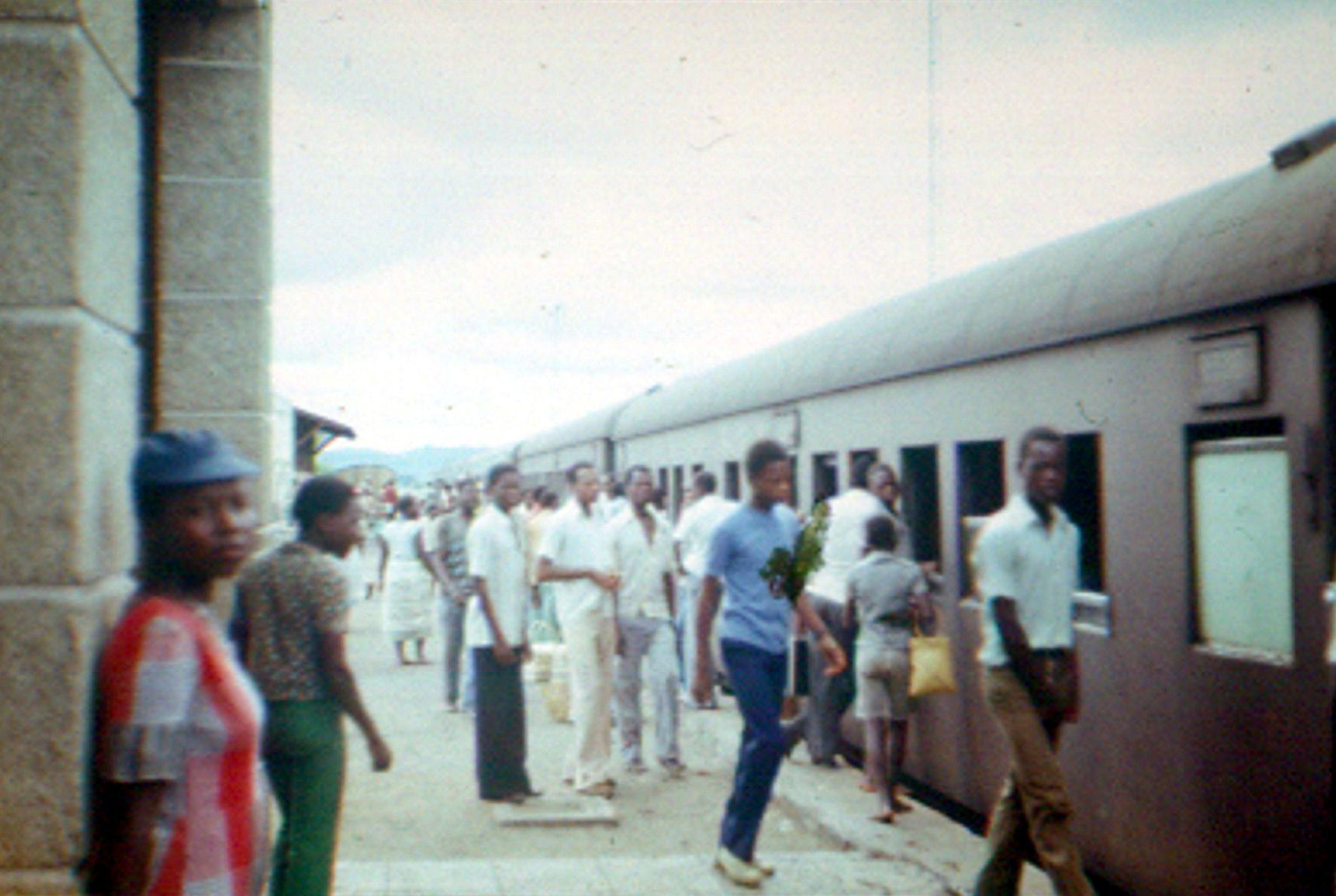
Embarque de passageiros na estação Moatize do ramal Dona Ana—Moatize, em 1982.

Na década de 1940, o governo português decide por iniciar a exploração do carvão mineral existente na província de Tete. Para isso, em 1947 inicia a construção de um ramal ferroviário que deveria partir da estação de Dona Ana, em Nhamayabué, até as minas de carvão de Moatize.
A construção foi feita em cerca de dois anos, totalizando 254 km de ferrovias, que foram abertas a operação definitivamente em 1949.

### Operações
O Ramal Dona Ana—Moatize e o Caminho de Ferro de Sena permaneceram como importantes ligações de transporte a granel para o centro do país até a Guerra de Independência de Moçambique e a Guerra Civil Moçambicana, quando foram destruídas pelos grupos rebeldes em emboscadas.
Ao final da Guerra Civil, a linha chegou a ser reutilizada para escoamento mineral, mas foi preterida por Nacala por ser mais sinuosa e lenta, além do baixo calado e alto movimento de cargas do porto da Beira. Caiu em ostracismo a partir de 2010, operando em baixa capacidade desde então.

### Recuperação
Em 2021 o governo moçambicano anunciou a reabilitação do Caminho de Ferro de Sena entre Nhamayabué e Blantire, na expectativa de incrementar o escoamento mineral pelo ramal Dona Ana—Moatize e incentivar a retomada do transporte de cargas ferroviárias a partir do sul do Maláui.

## Estações principais
As principais estações do Ramal Dona Ana—Moatize são:
- Estação de Nhamayabué (Dona Ana)
- Estação de Doa
- Estação de Chueza
- Estação de Mecondeca (M'cacama)
- Estação de Kambulatsitsi (Caldas Xavier)
- Estação de Cateme
- Estação de Moatize